# Enric Herrera
Enric Herrera (Barcelona, 1 de mayo de 1948) es un músico, compositor, arreglista y pedagogo barcelonés. Fue miembro fundador del grupo Máquina!, miembro fundador y primer director del Aula de Música Moderna y Jazz de Barcelona y autor de los libros "Teoría Musical y Armonía Moderna", volumen 1 y 2.
Destacó por su talento para la composición, los arreglos musicales y como instrumentista.

## Biografía
Se inició a los 15 o 16 años tocando la guitarra de forma autodidacta en bandas de rock como Los Descendientes Balder y Zenk. Con estos grupos y en compañía del cantante Jaume Sisa estuvo más de un año tocando por Europa y Túnez a la edad de 18 años. Durante esa época empezaría a tocar el piano y el órgano Hammond, instrumentos en los que acabaría especializándose. 
A su vuelta se integraría en el Grup de Folk, donde colaboraría con músicos como Sisa, Pau Riba o Jaume Arnella, grabando singles y EPs con todos ellos. También participaría en la grabación del EP "Miniatura". Tras la disolución del Grup de Folk, empieza a trabajar en la discográfica Als 4 Vents como productor y arreglista, a cambio de que su dueño, Ángel Fábregas, le deje grabar un disco a su gusto con su propia banda.
En 1969 crea Máquina! junto al cantante y bajista Jordi Batiste. Con este grupo grabarían el LP "Why?", considerado como el primer disco del rock progresivo español y uno de los más importantes en este género en España. El grupo grabaría un segundo disco "En Directo", con una sección de vientos y un estilo más cercano al jazz-rock y el blues. Durante este periodo, el grupo se consolidó como la banda de rock progresivo por excelencia en España y realizó conciertos en lugares como el Palacio de la Música Catalana o al aire libre en la Plaza de Cataluña, siendo la primera formación rock en tocar en estos sitios. En 1972 se separan después publicar el primer disco doble y en directo editado en España.
Tras la disolución de Máquina!, Herrera es fichado por la discográfica EMI para crear una versión española del Elton John de aquella época pero el proyecto no salió adelante. En los años posteriores, se dedica a trabajar como arreglista, músico de estudio, compositor y director musical en discográficas; a tocar en directo en bares; como músico de acompañamiento para otros artistas; y como profesor de música. 
Además de los anteriormente mencionados, colabora muy brevemente en grupos como Estratagema 1 y Música Urbana. En este último no llegaría a participar en ninguna grabación. Grabó por encargó un disco de versiones de rock en español llamado "Rock on the rocks" en 1972. Ejerció de músico, arreglista y director musical en discos como "Sons" de Falsterbo 3 o "Rh+" de Enric Barbat. Colaboraciones puntuales incluyen a artistas como María del Mar Bonet y Dolors Laffitte.
Según se indica en los libros de Teoría Musical y Armonía Moderna, Enric Herrera cursó estudios clásicos de armonía, contrapunto, fuga, composición, orquestación y piano en el Conservatorio del Liceo y en el Conservatorio Superior de Música de Barcelona. También ha cursado estudios de música moderna y jazz en el Berklee College of Music de Boston, EE UU.

## Aula de Música Moderna y Jazz
Desde 1978 y hasta 1989 fue director del Aula de Música Moderna y Jazz de Barcelona (AMMJ), del cual fue cofundador junto a Arthur Bernstein y Antonio Peral. Es autor de los libros Teoría Musical y Armonía Moderna vol. 1 y 2, y Técnicas de arreglo para la orquesta moderna. Fueron publicados en los años 80 como guía para dar sus clases de Teoría y Arreglos en el Aula de Música, aunque enseguida se convirtieron en una obra de referencia en lengua española al no existir libros de teoría o arreglos enfocados a la música moderna escritos en este idioma.
En la primavera de 1989, los problemas económicos del AMMJ, que tenía un déficit de 10 millones de pesetas (más de 60 mil euros), se hicieron insalvables. El equipo directivo fue incapaz de pagar las nóminas de los profesores del mes de mayo, por lo que el 1 de junio se cerró la escuela a las puertas de los exámenes finales. En septiembre, con el fin de recaudar dinero para la aliviar la deuda económica, se realiza una exposición pictórica por parte de varios artistas entre los que se encuentran Javier Mariscal, Miquel Barceló o Tàpies y una semana de conciertos en el que participan profesores, colaboradores y artistas amigos como Manel Camp, Horacio Fumero, Carles Benavent o Max Sunyer, entre otros.
En octubre de ese año, Antonio Peral toma las riendas del AMMJ. Enric Herrera dimite de todos sus cargos y deja la escuela. Manel Camp, cede su puesto de director musical pero permanece como profesor de Armonía. Tiempo después, el Aula sería absorbida por el Conservatorio Superior de Música del Liceo, pasando a depender de esta institución pública. Gran parte de los profesores que enseñaron en el Aula durante esos años se encuentran actualmente impartiendo clases en la Escuela Superior de Música de Cataluña (ESMUC).